# ساپسان
ساپسان (به انگلیسی: SAPSAN) یک شرکت هواپیمایی است که در تاریخ ۱۴ ژوئیه ۲۰۰۹ میلادی تأسیس شده و در تاریخ ۱۷ مه ۲۰۱۰ فعالیتش را آغاز کرده‌است.
دفتر مرکزی ساپسان در آستانه، قزاقستان واقع شده‌است و قطب این شرکت هواپیمایی در فرودگاه بین‌المللی آلماآتی قرار دارد و به ۵ مقصد، پرواز مستقیم انجام می‌دهد.